# Зинаида Райх
Зинаида Николаевна Райх е съветска театрална актриса. Заслужила артистка на РСФСР. Съпруга на Сергей Есенин, с когото има две деца. По-късно се развежда и става съпруга на Всеволод Майерхолд.

## Биография
Родена е на 21 юни (3 юли) 1894 г. в Одеса. Дъщеря е на машиниста Август Райх (1862 – 1942) – силезийски германец, който по-късно приема името Николай Андреевич Райх, и съпругата му, по баща Анна Ивановна Викторова. Семейството живее в историческия квартал „Ближние Мелници“ в Одеса. Баща ѝ се присъединява към редиците на Руската социалдемократическа работническа партия. Участието му във въстанията срещу царския режим води до заточение на семейство Райх в Бендери през 1907 г. Там Зинаида посещава девическата гимназия, но е изключена заради политическите си убеждения. След това се записва във Висшия женски курс в Киев.
През 1913 г., след като става член на Партията на социалистите-революционери, тя се премества в Санкт Петербург, докато родителите ѝ се местят в Орел при сестрата на майка ѝ, Варвара Ивановна Данцигер. В Санкт Петербург Райх посещава курсовете по литературна история и право за жени, създадени от държавния съветник Николай Раев (1856 – 1919). По същото време работи като секретарка-машинописка във вестник „Дело на народа“, където среща бъдещия си съпруг Сергей Есенин. Църковният им брак е сключен на 30 юли 1917 г. Заедно те имат дъщеря Татяна (1918 – 1992) и син Константин (1920 – 1986). Официално се развеждат на 5 октомври 1921 г.
През 1921 г. Зинаида Райх започва да учи драма при Всеволод Майерхолд на театрални курсове, които по-късно стават основа за създаването на Държавния театър „Всеволод Майерхолд“. Всеволод се влюбва в нея и се развежда с жена си, с която има дългогодишен брак и три деца. Женят се през 1922 г. Тя дебютира на сцената на 19 януари 1924 г. в адаптация на „Гората“ от Александър Островски. Предпочитана като актриса от съпруга си, тя изиграва общо десет роли.
Майерхолд е арестуван и затворен през месец юни 1939 г. В нощта на 14 срещу 15 юли 1939 г. Райх е зверски намушкана с нож многократно в апартамента си на улица „Брюсов“ (Москва) и умира на път за болницата. Убийците ѝ остават неизвестни. Углавно дело за убийство не е заведено. Предполага се, че е извършено от НКВД.

## За нея
- Ольга Кучкина. Зинаида Райх. Рок. 2011.[1]

1. ↑  Волчек, Дмитрий. Убийство дамы с камелиями //  svoboda.org.   23 ноември 2011. Посетен на 12 юли 2025. (на руски)